# Fátima Xarife
Fátima Xarife (português brasileiro) ou Xerife (português europeu) (em árabe: فاطمة الشريف; romaniz.: Fatima el-Sharif), depois do casamento Fátima Senussi, ou Fátima Xifa Senussi (Fatima Al-Shifa Al-Sinousi; 1911 – 3 de outubro de 2009), foi Rainha do Reino da Líbia, esposa e prima do rei Idris I, até golpe de Estado de Muammar Gaddafi em 1969.